# Gerard Henri de Vries Broekman

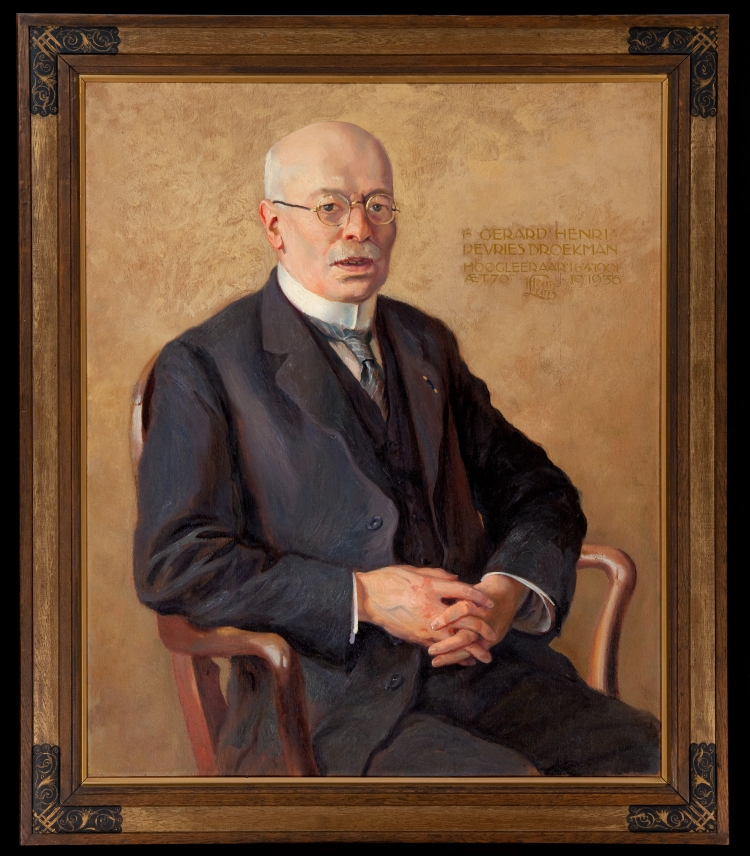
Portret van G.H. de Vries Broekman door Huib Luns, 1936

Gerard Henri de Vries Broekman (geboren Gerard Henri Broekman) (Bergen op Zoom, 26 maart 1866 – Arnhem, 17 juli 1954) was een Nederlands civiel ingenieur, en hoogleraar Aanleg en exploitatie van wegen en theoretische hydraulica van 1901 tot en met 1936 aan de Technische Hogeschool te Delft.

## Leven en werk
Broekman was een zoon van spoorwegingenieur Aleidius Cornelis Broekman (1840-1906) en Maria Geertruida de Vries (1843-1929). Hij volgde de H.B.S. in 's-Hertogenbosch, en studeerde weg- en waterbouw aan de Polytechische Hogeschool te Delft. In 1888 behaalde hij hier het diploma voor civiel technisch ingenieur. In 1901 verkreeg hij, net als zijn twee broers, geslachtsnaamwijziging door toevoeging van die van zijn moeder tot De Vries Broekman.
Broekman begon zijn carrière bij de spoorwegen in Nederlands-Indië, in Winterswijk en in Utrecht. Van 1897 tot 1901 was hij directeur van de Gemeentewerken te Leiden. In 1901 is hij aangesteld als hoogleraar aanleg en exploitatie van wegen en theoretische hydraulica aan de toen nog Polytechische Hogeschool, sinds 1905 Technische Hogeschool, in de afdeling der Weg- en Waterbouwkunde. Hij diende daar zo'n 35 jaar en ging in 1936 met emeritaat. Hij werd hier opgevolgd door Jo Thijsse.
Broekman heeft enige bijdrage geleverd op het gebied van het berekenen van getijdenstromingen in benedenrivieren. De theoretische basis voor het berekenen van getijden op rivieren en kanalen die in verbinding staan met getijdenwater, komt uit Engeland. George Biddell Airy was een van de grondleggers ervan. De Vries Broekman heeft geprobeerd een praktische methode uit te werken voor het berekenen van de getijhoogte in een kanaal, gebaseerd op de "theory of fluid dynamics" ofwel de Navier-Stokes-vergelijkingen.
Een van de promovendi van Broekman was Cornelis Willem Lely, de tweede zoon van Cornelis Lely, die in 1921 promoveerde op het proefschrift De invloed van de Zuiderzee op de stormvloedstanden langs de Friesche kust.
Broekman is jarenlang actief geweest bij het Koninklijk Instituut van Ingenieurs, onder andere als voorzitter van de Afdeling voor Spoorwegbouw en Spoorwegexploitatie.

## Personalia
Broekman was getrouwd met Huberta Hendrika Jacoba Susanna M. Wunder.